# Fabrice Philipot
Fabrice Philipot (* 24. September 1965 in Montbard; † 17. Juni 2020) war ein französischer Radrennfahrer.

## Erfolge
1988
- Gesamtwertung und eine Etappe Tour du Lyonais
- Prolog (Teamzeitfahren) Paris–Nizza

1989
- eine Etappe Grand Prix Midi Libre
- Nachwuchswertung Tour de France

1991
- eine Etappe Tour du Vaucluse

## Grand Tours-Platzierungen
| Grand Tour            | 1988 | 1989 | 1990 | 1991 | 1992 | 1993 |
| --------------------- | ---- | ---- | ---- | ---- | ---- | ---- |
| Vuelta a EspañaVuelta | −    | −    | −    | −    | DNF  | −    |
| Giro d’ItaliaGiro     | 37   | −    | 13   | −    | 22   | DNF  |
| Tour de FranceTour    | −    | 24   | 14   | 24   | DNF  | −    |